# Asja Lācis
Anna «Asja» Liepiņa, després de casada Anna «Asja» Lāce (en letó: Anna Lāce i també Asja Lācis; en rus: Анна 'Ася' Эрнестовна Лацис, transcrit Anna 'Asya' Ernèstovna Làtsis; en alemany: Asja Lazis; antiga parròquia de Ķempju, després part del municipi de Līgatne, Gubèrnia de Livònia, Imperi Rus, 19 octubre 1891 – Riga, RSS de Letònia, 21 novembre 1979), internacionalment coneguda com a Asja Lācis, va ser una directora de teatre i cinema i teòrica de les arts escèniques letona avantguardista, a més d'actriu.
Artista meritòria de l'RSS de Letònia (1955), va escriure sobre temes de teatre i dramatúrgia, l'obra dels dramaturgs revolucionaris alemanys i el teatre polític a Letònia i Alemanya. Va promoure el «teatre proletari per a nens».

## Formació i carrera teatral
Nascuda en una família humil al poble de Ķempju, es va formar a l'Institut de Ciències Teatrals Kommisarshevski i començà a treballar-hi. Va viure la Revolució d'Octubre de 1917, s'uní al partit bolxevic i va destacar en la seva joventut per la creació de peces d'agitprop a Rússia i Letònia.
A Riga, es va dedicar al Teatre dels Treballadors, dirigint actors obrers a partir de la improvisació. Després de la presentació en una plaça de l'obra Cares del segle, de Leons Paegle, va ser detinguda i va haver de marxar de Letònia. Durant els anys 20 va viure a Alemanya, on es relacionaria amb directors com Erwin Piscator, Bertolt Brecht o Bernhard Reich. Va influir decisivament en les idees de Walter Benjamin, a qui va conèixer el 1924 a Capri. Ell la seguí fins a Riga i després a Moscou i mantingueren una relació que durà anys.
El 1933 fou nomenada directora de la Teātris Skatuve biedrība. El 1938, durant les purgues estalinistes, va ser detinguda per la KGB i va ser empresonada en un camp de treball soviètic al Kazakhstan (URSS), on va sobreviure durant una dècada. Posteriorment va traslladar-se a viure a Letònia. També va dirigir el Teatre Dramàtic de Valmiera durant els anys 50.

### El teatre proletari per a nens
La seva carrera com a directora de teatre proletari es va orientar també a la infància, en la qual hi havia molts nens abandonats, víctimes de la guerra i orfes. Durant els anys 1918 i 1919, i amb seu al teatre municipal d'Orel, proposà un teatre on els mateixos nens construïssin les històries i també es fessin càrrec dels aspectes tècnics, com els llums, el vestuari o la música. Aquestes formes teatrals, pròximes al joc i en un entorn de benestar, havien d'ajudar els nens a comprendre la realitat. Al 1927 tornà a desenvolupar aquesta proposta, juntament amb Nadejda Krúpskaia, a Moscou, amb el cinema infantil balcànic, en què el procés de producció col·lectiva és més rellevant que el mateix resultat final.

## El cinema
El 1931 va viatjar fins a Odessa, RSS d'Ucraïna, per participar com a assistent de direcció d'Erwin Piscator en la pel·lícula La insurrecció dels pescadors de Santa Bàrbara, basada en una novel·la d'Anna Seghers. A partir d'aleshores treballà també en el cinema i es formà a l'Institut de Cinema Soviètic de Moscou, sense deixar el teatre.

## Vida personal
Casada durant uns anys amb el periodista Jūlijs Laci, el 1919 va tenir una filla, Dagmar. La seva neta, Māra Ķimele, també és directora teatral. Les seves memòries van ser publicades en rus amb el títol de Krasnaya Gvozdika (El clavell vermell) el 1984.

## Recreacions
El 2017 l'escriptora mallorquina Roser Amills va escriure una novel·la sobre la seva vidaː
- Asja. Amor de dirección única (en castellà, Barcelona: Editorial Comanegra, 2019), ISBN 9788417188023.